# Parsec
Parsecul (simbol: pc) este o unitate de măsură a lungimii definită ca distanța de la care 1 UA se vede sub unghiul de 1" sau Pământul are o mișcare de paralaxă de 1". Este egală cu 3,26163626 ani-lumină, 206 264,806 UA sau 3,08568025 × 1016 m.
Denumirea de parsec provine din expresia „paralaxa unei secunde”. Acesta a fost inventat în 1913, la sugestia astronomului britanic Herbert Hall Turner. Un parsec este distanța de la Soare la un obiect astronomic care are un unghi de paralaxă de o arcsecundă. 